# 21562 Chrismessick
21562 Chrismessick este un asteroid din centura principală de asteroizi.

## Descriere
21562 Chrismessick este un asteroid din centura principală de asteroizi. A fost descoperit pe 19 august 1998 la Socorro, New Mexico, în cadrul proiectului LINEAR. Asteroidul prezintă o orbită caracterizată de o semiaxă mare de 2,59 ua, o excentricitate de 0,14 și o înclinație de 12,6° în raport cu ecliptica.